# Essel
Essel település Németországban, azon belül Alsó-Szászország tartományban. Lakosainak száma 1197 fő (2023. december 31.).

## Népesség
A település népességének változása:
| Lakosok száma | 1119 | 1134 | 1149 | 1202 | 1217 | 1197 |
|               | 2016 | 2017 | 2019 | 2021 | 2022 | 2023 |